# Chiesa di Santa Maria Ausiliatrice (Pisa)
La chiesa di Santa Maria Ausiliatrice è una chiesa di Marina di Pisa (frazione del comune di Pisa), che affaccia sulla piazza omonima.

## Storia
Essa fu edificata su progettato dell'architetto milanese Cecilio Arpesani e su incarico del cardinale Maffi di Pisa. Fu inaugurata nel luglio 1916.
Nel 1919 vennero realizzate su modello di Ludovico Pogliaghi le sculture delle lunette, come ricordato Ugo Nebbia nel libro dedicato a Ludovico Pogliaghi. Negli stessi anni Pogliaghi venne incaricato di realizzare gli Angeli portacandelabro per il Duomo di Pisa.
La chiesa è sede parrocchiale; dal 1981 al 1989 è stato parroco Giovanni Santucci, attuale vescovo di Massa Carrara-Pontremoli.

## Descrizione
Edificio in stile neoromanico, con evidenti riferimenti al romanico pisano, presenta una facciata a salienti su due ordini: il livello inferiore è ornato da arcate cieche, mentre la parte superiore è alleggerita da una serie di arcatelle che inquadrano il rosone centrale.